# Sankt Petersburg North Legion 2022
Questa voce raccoglie le informazioni riguardanti i Sankt Petersburg North Legion nelle competizioni ufficiali della stagione 2022.

## Eastern European Superleague 2022

### Stagione regolare
| Korolëv 8 maggio 2022, ore 16:30 1ª giornata | Moscow Spartans | 38 – 6 (16-0 7-0 7-0 8-6) referto | Sankt Petersburg North Legion | Stadion Čajka\| Arbitro: \| Čechov \| |
| Arbitro:                                     | Čechov          |                                   |                               |                                       |

| Korolëv 22 maggio 2022, ore 17:00 2ª giornata | Moscow United | 0 – 30 (0-6 0-6 0-0 0-18) referto | Sankt Petersburg North Legion | Stadion Vympel\| Arbitro: \| Smirnov \| |
| Arbitro:                                      | Smirnov       |                                   |                               |                                         |

| San Pietroburgo 11 giugno 2022, ore 14:00 Recupero 3ª giornata | Sankt Petersburg Griffins | 7 – 48 (7-0 0-0 0-14 0-34) referto | Sankt Petersburg North Legion | Stadion Dinamo\| Arbitro: \| Zacharov \| |
| Arbitro:                                                       | Zacharov                  |                                    |                               |                                          |

| San Pietroburgo 18 giugno 2022, ore 16:30 4ª giornata | Sankt Petersburg North Legion | 23 – 9 (10-3 0-6 6-0 7-0) referto | Spartak Moskva | MSA Petrovskij\| Arbitro: \| Zacharov \| |
| Arbitro:                                              | Zacharov                      |                                   |                |                                          |

| San Pietroburgo 2 luglio 2022, ore 16:30 5ª giornata | Sankt Petersburg North Legion | 33 – 24 (10-10 7-7 0-7 16-0) referto | Sechenov Phoenix/ Moscow Patriots | MSA Petrovskij\| Arbitro: \| Zacharov \| |
| Arbitro:                                             | Zacharov                      |                                      |                                   |                                          |

### Playoff
| San Pietroburgo 16 luglio 2022, ore 15:00 Semifinale | Sankt Petersburg North Legion | 13 – 24 (7-7 0-7 0-3 6-7) referto | Spartak Moskva | Stadion Dinamo\| Arbitro: \| Kazantsev \| |
| Arbitro:                                             | Kazantsev                     |                                   |                |                                           |

| San Pietroburgo 30 luglio 2022, ore 15:00 Finale 3º - 4º posto | Sankt Petersburg North Legion | 39 – 0 referto | Sechenov Phoenix/ Moscow Patriots | Stadion Dinamo\| Arbitro: \| Smirnov \| |
| Arbitro:                                                       | Smirnov                       |                |                                   |                                         |

## Statistiche di squadra
| Competizione      | %Vittorie | In casa | In casa | In casa | In casa | In casa | In casa | In trasferta | In trasferta | In trasferta | In trasferta | In trasferta | In trasferta | Totale | Totale | Totale | Totale | Totale | Totale |
| Competizione      | %Vittorie | G       | V       | N       | P       | Pf      | Ps      | G            | V            | N            | P            | Pf           | Ps           | G      | V      | N      | P      | Pf     | Ps     |
| ----------------- | --------- | ------- | ------- | ------- | ------- | ------- | ------- | ------------ | ------------ | ------------ | ------------ | ------------ | ------------ | ------ | ------ | ------ | ------ | ------ | ------ |
| Stagione regolare | .800      | 2       | 2       | 0       | 0       | 56      | 33      | 3            | 2            | 0            | 1            | 84           | 45           | 5      | 4      | 0      | 1      | 140    | 78     |
| Playoff           | .500      | 2       | 1       | 0       | 1       | 52      | 24      | 0            | 0            | 0            | 0            | 0            | 0            | 2      | 1      | 0      | 1      | 52     | 24     |
| Totale            | .714      | 4       | 3       | 0       | 1       | 108     | 57      | 3            | 2            | 0            | 1            | 84           | 45           | 7      | 5      | 0      | 2      | 192    | 102    |

## Statistiche personali

### Marcatori
Mancano i dati della finale 3º - 4º posto.
| Giocatore         | Ruolo | TD rush | TD recv | TD int | TD p.ret | TD k.ret | TD oth | Xp1  | Xp2 | FG | Saf | Totale |
| ----------------- | ----- | ------- | ------- | ------ | -------- | -------- | ------ | ---- | --- | -- | --- | ------ |
| Achmatov          |       | 0       | 4+1     | 0      | 0        | 0        | 0      | 0    | 0   | 0  | 0   | 30     |
| Ivanov            |       | 2       | 1       | 0      | 0        | 0        | 0      | 0    | 0   | 0  | 0   | 18     |
| Rybakov           |       | 3       | 0       | 0      | 0        | 0        | 0      | 0    | 0   | 0  | 0   | 18     |
| Aleksej Smirnov   |       | 0       | 3       | 0      | 0        | 0        | 0      | 0    | 0   | 0  | 0   | 18     |
| Šorikov           |       | 3       | 0       | 0      | 0        | 0        | 0      | 0    | 0   | 0  | 0   | 18     |
| Aleksandr Smirnov |       | 0       | 0       | 0      | 0        | 0        | 0      | 10+1 | 0   | 1  | 0   | 14     |
| A. Gluchov        |       | 1+1     | 0       | 0      | 0        | 0        | 0      | 0    | 0   | 0  | 0   | 12     |
| Kirillov          |       | 0       | 0       | 2      | 0        | 0        | 0      | 0    | 0   | 0  | 0   | 12     |
| Zelenskij         |       | 1       | 0       | 0      | 0        | 0        | 0      | 0    | 0   | 0  | 0   | 6      |
| Filatov           |       | 0       | 0       | 0      | 0        | 0        | 0      | 2    | 0   | 1  | 0   | 5      |
| Bolotnov          |       | 0       | 0       | 0      | 0        | 0        | 0      | 0    | 0   | 0  | 1   | 2      |